# Об’єктивований (фільм)
«Об’єктивований» (англ. Objectified) — це незалежний повнометражний документальний фільм про наші складні стосунки з промисловими об’єктами та, відповідно, людьми, які їх проектують. 
За задумом режисера фільму Гарі Хаствіта «Об’єктивований» є другим фільмом у трилогії дизайну.

## Сюжет
«Об’єктивований» — це фільм-бесіда з найвпливовішими предметними дизайнерами, що документує їх творчий процес та вплив які, створені ними речей, здійснюють на наше життя. Це погляд на креативність, яка стоїть за виготовленням всього: від зубних щіток до гаджетів. Їх дизайнери щодня переосмислюють наш побут. Завдяки особистому самовираженню, ідентичності, споживацтву та сталості.
Середньостатистична людина щоденно використовує сотні предметів. Якщо не вірите, то почніть рахувати: будильник чи смартфон, лампа, кран, пляшка шампуню, зубна щітка, бритва… Хто зробив усі ці речі, чому вони виглядають та справляють саме таке враження? Як хороший дизайн може покращити їх та наше життя? Про все це розкаже стрічка Гарі Хаствіта.
«Ви ніколи не будете дивитися на свою наступну зубну щітку (чи на будь-який інший продукт) так само, як до перегляду цього проникливого дослідження мети та процесу промислового дизайну», — Entertainment Weekly.

## Персонажі та опитувані
- Паола Антонеллі — куратор дизайну, Музей сучасного мистецтва (Нью-Йорк)
- Кріс Бангл — колишній директор з дизайну BMW Group (Мюнхен)
- Ronan &amp; Erwan Bouroullec — Дизайнери (Париж)
- Ендрю Блаувельт — куратор дизайну, Walker Art Center
- Тім Браун — генеральний директор, IDEO
- Ентоні Данн — дизайнер (Лондон)
- Агнете Енга — старший промисловий дизайнер, Smart Design
- Ден Формоза — дизайн і дослідження, Smart Design (Нью-Йорк)
- Наото Фукасава — дизайнер (Токіо)
- Джонатан Айв, директор з дизайну Apple (Купертіно)
- Хелла Йонгеріус — дизайнер (Роттердам)
- Девід М. Келлі — засновник і голова IDEO
- Білл Моггрідж — співзасновник IDEO
- Марк Ньюсон — дизайнер (Лондон/Париж)
- Фіона Рейбі — дизайнер (Лондон)
- Дітер Рамс — колишній директор з дизайну, Braun (Кронберг, Німеччина)
- Карім Рашид — дизайнер (Нью-Йорк)
- Еліс Роусторн — редактор дизайну International Herald Tribune
- Амбер Шонт — Модель
- Девін Стоуелл — генеральний директор і засновник Smart Design
- Джейн Фултон Сурі — IDEO
- Роб Вокер — журнал New York Times

## Зовнішні посилання
- Офіційний сайт
- Об’єктивований на сайті IMDb (англ.)
- Objectified на сайті Rotten Tomatoes (англ.)
- Online film review